# Ga Trảng Bom
Ga Trảng Bom là một nhà ga xe lửa tại xã Quảng Tiến, huyện Trảng Bom, tỉnh Đồng Nai. Nhà ga là một điểm trên tuyến đường sắt Bắc Nam tiếp nối sau ga Trung Hoà và trước ga Hố Nai. Lý trình ga: Km 1677 + 510.